# Im Anschluss: Neues aus Waldheim
Im Anschluss: Neues aus Waldheim war eine ab dem 3. Februar 2008 auf dem Pay-TV-Sender sky (früher: Premiere) laufende Comedy-Show.

## Konzept
Jede Folge ist rund 2 Minuten lang. Als Hauptdarsteller fungiert das deutsch-österreichische Duo Stermann & Grissemann. Christoph Grissemann spielt den Tiroler Betreiber einer Pension, während Dirk Stermann die Rolle des deutschen Praktikanten übernimmt, der gerade nach Österreich gekommen ist. Im gewohnt scharfen Umgangston besprechen sie zumeist das politische Wochengeschehen.
Die ursprüngliche Idee dieser Sendung stammt aus der im ORF laufenden Show Dorfers Donnerstalk. Als Einlage der Sendung wurde ein 2-minütiger Videoclip mit dem Namen „Alpenzoo“ gezeigt. Dieser verbreitete sich in der darauffolgenden Zeit auf verschiedenen Internet-Plattformen so schnell, dass das Duo vom Sender Premiere beauftragt wurde, in einer ähnlichen Sendung zu fungieren.
Drei Folgen der Sendung und ein Interview mit den Figuren sind auf der Stermann-&-Grissemann-DVD Wollt Ihr das totale Sieb?! enthalten.